# Lorenzo Ghielmi
Lorenzo Ghielmi (Tradate (Varese), 1º settembre 1959) è un organista, clavicembalista e compositore italiano.

## Biografia
Insegna organo, clavicembalo e musica d'insieme nella sezione di musica antica della Civica Scuola di Musica di Milano e ha insegnato dal 2005 al 2015 presso la Schola Cantorum Basiliensis di Basilea. È stato docente a Trossingen e alla Hochschule für Musik a Lubecca. Ha fondato nel 1983 l'ensemble Il Giardino Armonico e suona dal 2005 con il suo gruppo La Divina Armonia. Combina l'attività concertistica a quella di musicologo.
Ha pubblicato alcuni lavori su Girolamo Frescobaldi. Ha fondato il gruppo strumentale La divina Armonia col quale nel 2009 ha inciso iper l'etichetta belga Passacaille l'inedito oratorio Passio secundum Ioannem del compositore barocco Francesco Feo (1691-1761).